# KHL (2024/2025)
Sezon KHL 2024/2025 – siedemnasta edycja ligi KHL rozgrywana na przełomie 2024 i 2025.

## Kluby uczestniczące
W porównaniu do poprzedniego sezonu struktura ligi nie uległa zmianie.
| Konferencja Zachód     | Konferencja Zachód      | Konferencja Wschód         | Konferencja Wschód  |
| Dywizja Bobrowa        | Dywizja Tarasowa        | Dywizja Charłamowa         | Dywizja Czernyszowa |
| ---------------------- | ----------------------- | -------------------------- | ------------------- |
| HK Soczi               | CSKA Moskwa             | Ak Bars Kazań              | Admirał Władywostok |
| SKA Sankt Petersburg   | Dinamo Moskwa           | Awtomobilist Jekaterynburg | Amur Chabarowsk     |
| Spartak Moskwa         | Dynama Mińsk            | Łada Togliatti             | Awangard Omsk       |
| Torpedo Niżny Nowogród | Kunlun Red Star         | Mietałłurg Magnitogorsk    | Barys Astana        |
| Witiaź Podolsk         | Łokomotiw Jarosław      | Nieftiechimik Niżniekamsk  | Saławat Jułajew Ufa |
|                        | Siewierstal Czerepowiec | Traktor Czelabińsk         | Sibir Nowosybirsk   |

## Regulamin
Wprowadzono zmianę regulaminową, zgodnie z którą drużyna, która w dogrywce zastępuje bramkarza zawodnikiem z pola traci gola i przegrywa, nie otrzymuje punktu za mecz. Wprowadzono też inne zmiany.

## Sezon zasadniczy
Terminarz sezonu zasadniczego przewidziano od 3 września 2024 do 23 marca 2025, w trakcie którego każda drużyna ma do rozegrania 68 meczów.
Łącznie zaplanowano rozegranie 782 spotkań

### Puchar Otwarcia
W pierwszym spotkaniu o Puchar Otwarcia aktualny mistrz KHL Mietałłurg Magnitogorsk uległ wicemistrzom z Łokomotiwu Jarosław 2:3.

### Turniej 3x3
W listopadzie zapowiedziano rozegranie turnieju hokeja, w których 8 zespołów KHL będzie rywalizować w składach z trzema zawodnikami w polu. Rozgrywki w tym zakresie trwały do lipca 2025. Złoty medal zdobył Saławat Jułajew Ufa, srebro – Ak Bars Kazań, a brąz – Traktor Czelabińsk.

### Mecz Gwiazd
Weekend łączący Mecz Gwiazd KHL zaplanowano w Nowosybirsku w hali Sibir-Ariena w weekend 8-9 lutego 2025. W półfinałach „Dywizja Bobrowa” pokonała „Dywizję Tarasowa” 9:6, a „Dywizja Czernyszowa” zwyciężyła „Dywizję Charłamowa” 10:6, natomiast dzień później w meczu o 3. miejsce „Dywizja Charłamowa” zwyciężyła z „Dywizją Tarasowa” 13:12 po najazdach, a w finale „Dywizja Czernyszowa” triumfowała nad „Dywizją Bobrowa” 9:8.

### Statystyki indywidualne
Statystyki zaktualizowane w czasie przedwczesnego zakończenia rundy zasadniczej.
Zawodnicy z pola łącznie
| Gole                         | Gole | Asysty                    | Asysty | Punkty                    | Punkty |
| ---------------------------- | ---- | ------------------------- | ------ | ------------------------- | ------ |
| Joshua Leivo (Saławat)       | 49   | Trevor Murphy (Sibir)     | 45     | Joshua Leivo (Saławat)    | 80     |
| Trevor Murphy (Ak Bars)      | 35   | Maksim Szabanow (Traktor) | 44     | Nikita Gusiew (Dinamo)    | 69     |
| Artiom Galimow (Ak Bars)     | 35   | Stéphane Da Costa (Awto.) | 43     | Maksim Szabanow (Traktor) | 67     |
| Danił Ajmurzin (Siewierstal) | 31   | Wadim Szypaczow (Mińsk)   | 42     | Sheldon Rempal (Saławat)  | 61     |
| Sheldon Rempal (Saławat)     | 31   | Taylor Beck (Sibir)       | 40     | Artiom Galimow (Ak Bars)  | 59     |

Obrońcy
| Gole                          | Gole | Asysty                        | Asysty | Punkty                        | Punkty |
| ----------------------------- | ---- | ----------------------------- | ------ | ----------------------------- | ------ |
| Siemion Czistiakow (Awangard) | 19   | Trevor Murphy (Sibir)         | 45     | Trevor Murphy (Sibir)         | 58     |
| Aleksandr Nikiszyn (SKA)      | 17   | Nikita Lamkin (Ak Bars)       | 36     | Damir Szaripzianow (Awangard) | 47     |
| Grigorij Dronow (Traktor)     | 14   | Robin Press (Mietałłurg)      | 35     | Aleksandr Nikiszyn (SKA)      | 46     |
| Trevor Murphy (Sibir)         | 13   | Damir Szaripzianow (Awangard) | 34     | Nikita Lamkin (Ak Bars)       | 44     |
| Damir Szaripzianow (Awangard) | 13   | Jordan Gross (Mińsk)          | 33     | Robin Press (Mietałłurg)      | 42     |

Bramkarze
| Skuteczność interwencji (w %)       | Skuteczność interwencji (w %) | Średnia goli straconych (na mecz)   | Średnia goli straconych (na mecz) | Mecze bez straty gola              | Mecze bez straty gola |
| ----------------------------------- | ----------------------------- | ----------------------------------- | --------------------------------- | ---------------------------------- | --------------------- |
| Władisław Podjapolski (Łada/Dinamo) | 93,8                          | Daniił Isajew (Łokomotiw)           | 1,61                              | Zach Fucale (Traktor)              | 9                     |
| Siemion Wiazowoj (Saławat)          | 93,0                          | Siemion Wiazowoj (Saławat)          | 1,80                              | Daniił Isajew (Łokomotiw)          | 8                     |
| Dienis Kostin (Sibir)               | 93,0                          | Aleksiej Mielniczuk (Łokomotiw)     | 1,89                              | Wasilij Diemczenko (Admirał/Mińsk) | 6                     |
| Maksim Motorygin (Dinamo)           | 92,8                          | Aleksandr Smolin (Mietałłurg)       | 2,03                              | Dienis Kostin (Sibir)              | 6                     |
| Dmitrij Gamzin (CSKA)               | 92,8                          | Władisław Podjapolski (Łada/Dinamo) | 2,04                              | Dienis Kostin (Sibir)              | 5                     |

Pozostałe
| Klasyfikacja +/-              | Klasyfikacja +/- | Zwycięskie gole                 | Zwycięskie gole | Minuty kar                      | Minuty kar |
| ----------------------------- | ---------------- | ------------------------------- | --------------- | ------------------------------- | ---------- |
| Artiom Galimow (Ak Bars)      | +31              | Kiriłł Pilipienko (Siewierstal) | 9               | Maxime Comtois (Dinamo)         | 99         |
| Witalij Krawcow (Traktor)     | +31              | Artiom Galimow (Ak Bars)        | 9               | Wasilij Maczulin (Soczi)        | 79         |
| Andriej Swietłakow (Traktor)  | +31              | Danił Ajmurzin (Siewiersta)     | 8               | Maksim Nikonow (Soczi)          | 78         |
| Siemion Czistiakow (Awangard) | +30              | Maksin Szałunow (Łokomotiw)     | 7               | Władisław Siomin (Łada)         | 77         |
| Aleksandr Barabanow (Ak Bars) | +30              | Joshua Leivo (Saławat)          | 7               | Jewgienij Swiecznikow (Torpedo) | 72         |

- Pierwsze miejsce w klasyfikacji średniego czasu gry w meczu wśród obrońców:  Aleksandr Nikiszyn (SKA) – 24,29 min.
- Pierwsze miejsce w klasyfikacji średniego czasu gry w meczu wśród napastników:  Reid Boucher (Awangard) – 21,00 min.
- Pierwsze miejsce w klasyfikacji liczby zablokowanych strzałów:  Aleksiej Wasilewski (Saławat) – 199
- Pierwsze miejsce w klasyfikacji wykonanych uderzeń ciałem:  Dmitrij Jaškin (Ak Bars) – 248
- Pierwsze miejsce w klasyfikacji liczby wygranych wznowień:  Jewgienij Mitiakin (Nieftiechimik) – 199
- Pierwsze miejsce w klasyfikacji % wygranych wznowień:  Daniił Dawydow (Siewierstal) – 199
- Pierwsze miejsce w klasyfikacji liczby przechwyconych krążków od rywala:  Witalij Krawcow (Traktor) – 40
- Pierwsze miejsce w klasyfikacji liczby przerwanych podań przeciwnika:  Dmitrij Buczelnikow (Witiaź) – 199

## Faza play-off
Rywalizację w fazie play-off przewidziano w okresie od 25 marca 2025.
Kontynuowano zapoczątkowaną rok wcześniej zasadę, że w pierwszej rundzie parowano zespiły w obrębie konferencji, a od drugiej rundy drużyny z Zachodu i Wschodu konfrotowały się z zespołami z przeciwnych konferencji.

### Schemat play-off
|  |            |                            |            |                     |   |            |                     |            |  |  |            |            |            |  |  |                         |                         |                         |
|  | 1/8 finału | 1/8 finału                 | 1/8 finału |                     |   | 1/4 finału | 1/4 finału          | 1/4 finału |  |  | 1/2 finału | 1/2 finału | 1/2 finału |  |  | Finał o Puchar Gagarina | Finał o Puchar Gagarina | Finał o Puchar Gagarina |
|  | 1/8 finału | 1/8 finału                 | 1/8 finału |                     |   | 1/4 finału | 1/4 finału          | 1/4 finału |  |  | 1/2 finału | 1/2 finału | 1/2 finału |  |  | Finał o Puchar Gagarina | Finał o Puchar Gagarina | Finał o Puchar Gagarina |
|  |            |                            |            |                     |   |            |                     |            |  |  |            |            |            |  |  |                         |                         |                         |
|  |            |                            |            |                     |   |            |                     |            |  |  |            |            |            |  |  |                         |                         |                         |
|  | Z1         | Łokomotiw Jarosław         | 4          |                     |   |            |                     |            |  |  |            |            |            |  |  |                         |                         |                         |
|  | Z1         | Łokomotiw Jarosław         | 4          |                     |   |            |                     |            |  |  |            |            |            |  |  |                         |                         |                         |
|  | Z8         | Torpedo Niżny Nowogród     | 0          |                     |   |            |                     |            |  |  |            |            |            |  |  |                         |                         |                         |
|  | Z8         | Torpedo Niżny Nowogród     | 0          |                     |   | Z1         | Łokomotiw Jarosław  | 4          |  |  |            |            |            |  |  |                         |                         |                         |
|  |            |                            |            |                     |   | Z1         | Łokomotiw Jarosław  | 4          |  |  |            |            |            |  |  |                         |                         |                         |
|  |            |                            | W6         | Awangard Omsk       | 3 |            |                     |            |  |  |            |            |            |  |  |                         |                         |                         |
|  | W3         | Mietałłurg Magnitogorsk    | W6         | Awangard Omsk       | 3 | 2          |                     |            |  |  |            |            |            |  |  |                         |                         |                         |
|  | W3         | Mietałłurg Magnitogorsk    |            |                     |   |            |                     |            |  |  |            |            |            |  |  |                         |                         |                         |
|  | W6         | Awangard Omsk              | 4          |                     |   |            |                     |            |  |  |            |            |            |  |  |                         |                         |                         |
|  | W6         | Awangard Omsk              | 4          |                     |   | Z1         | Łokomotiw Jarosław  | 4          |  |  |            |            |            |  |  |                         |                         |                         |
|  |            |                            |            |                     |   |            |                     |            |  |  |            |            |            |  |  |                         |                         |                         |
|  |            |                            | W2         | Saławat Jułajew Ufa | 1 |            |                     |            |  |  |            |            |            |  |  |                         |                         |                         |
|  | W2         | Saławat Jułajew Ufa        | W2         | Saławat Jułajew Ufa | 1 | 4          |                     |            |  |  |            |            |            |  |  |                         |                         |                         |
|  | W2         | Saławat Jułajew Ufa        |            |                     |   |            |                     |            |  |  |            |            |            |  |  |                         |                         |                         |
|  | W7         | Sibir Nowosybirsk          | 3          |                     |   |            |                     |            |  |  |            |            |            |  |  |                         |                         |                         |
|  | W7         | Sibir Nowosybirsk          | 3          |                     |   | W2         | Saławat Jułajew Ufa | 4          |  |  |            |            |            |  |  |                         |                         |                         |
|  |            |                            |            |                     |   | W2         | Saławat Jułajew Ufa | 4          |  |  |            |            |            |  |  |                         |                         |                         |
|  |            |                            | Z3         | Spartak Moskwa      | 3 |            |                     |            |  |  |            |            |            |  |  |                         |                         |                         |
|  | Z3         | Spartak Moskwa             | Z3         | Spartak Moskwa      | 3 | 4          |                     |            |  |  |            |            |            |  |  |                         |                         |                         |
|  | Z3         | Spartak Moskwa             |            |                     |   |            |                     |            |  |  |            |            |            |  |  |                         |                         |                         |
|  | Z6         | Siewierstal Czerepowiec    | 1          |                     |   |            |                     |            |  |  |            |            |            |  |  |                         |                         |                         |
|  | Z6         | Siewierstal Czerepowiec    | 1          |                     |   | Z1         | Łokomotiw Jarosław  | 4          |  |  |            |            |            |  |  |                         |                         |                         |
|  |            |                            |            |                     |   |            |                     |            |  |  |            |            |            |  |  |                         |                         |                         |
|  |            |                            | W1         | Traktor Czelabińsk  | 1 |            |                     |            |  |  |            |            |            |  |  |                         |                         |                         |
|  | W1         | Traktor Czelabińsk         | W1         | Traktor Czelabińsk  | 1 | 4          |                     |            |  |  |            |            |            |  |  |                         |                         |                         |
|  | W1         | Traktor Czelabińsk         |            |                     |   |            |                     |            |  |  |            |            |            |  |  |                         |                         |                         |
|  | W8         | Admirał Władywostok        | 2          |                     |   |            |                     |            |  |  |            |            |            |  |  |                         |                         |                         |
|  | W8         | Admirał Władywostok        | 2          |                     |   | W1         | Traktor Czelabińsk  | 4          |  |  |            |            |            |  |  |                         |                         |                         |
|  |            |                            |            |                     |   | W1         | Traktor Czelabińsk  | 4          |  |  |            |            |            |  |  |                         |                         |                         |
|  |            |                            | Z4         | Dynama Mińsk        | 1 |            |                     |            |  |  |            |            |            |  |  |                         |                         |                         |
|  | Z4         | Dynama Mińsk               | Z4         | Dynama Mińsk        | 1 | 4          |                     |            |  |  |            |            |            |  |  |                         |                         |                         |
|  | Z4         | Dynama Mińsk               |            |                     |   |            |                     |            |  |  |            |            |            |  |  |                         |                         |                         |
|  | Z5         | CSKA Moskwa                | 2          |                     |   |            |                     |            |  |  |            |            |            |  |  |                         |                         |                         |
|  | Z5         | CSKA Moskwa                | 2          |                     |   | W1         | Traktor Czelabińsk  | 4          |  |  |            |            |            |  |  |                         |                         |                         |
|  |            |                            |            |                     |   |            |                     |            |  |  |            |            |            |  |  |                         |                         |                         |
|  |            |                            | Z2         | Dinamo Moskwa       | 1 |            |                     |            |  |  |            |            |            |  |  |                         |                         |                         |
|  | Z2         | Dinamo Moskwa              | Z2         | Dinamo Moskwa       | 1 | 4          |                     |            |  |  |            |            |            |  |  |                         |                         |                         |
|  | Z2         | Dinamo Moskwa              |            |                     |   |            |                     |            |  |  |            |            |            |  |  |                         |                         |                         |
|  | Z7         | SKA Sankt Petersburg       | 2          |                     |   |            |                     |            |  |  |            |            |            |  |  |                         |                         |                         |
|  | Z7         | SKA Sankt Petersburg       | 2          |                     |   | Z2         | Dinamo Moskwa       | 4          |  |  |            |            |            |  |  |                         |                         |                         |
|  |            |                            |            |                     |   | Z2         | Dinamo Moskwa       | 4          |  |  |            |            |            |  |  |                         |                         |                         |
|  |            |                            | W5         | Ak Bars Kazań       | 2 |            |                     |            |  |  |            |            |            |  |  |                         |                         |                         |
|  | W4         | Awtomobilist Jekaterynburg | W5         | Ak Bars Kazań       | 2 | 3          |                     |            |  |  |            |            |            |  |  |                         |                         |                         |
|  | W4         | Awtomobilist Jekaterynburg |            |                     |   |            |                     |            |  |  |            |            |            |  |  |                         |                         |                         |
|  | W5         | Ak Bars Kazań              | 4          |                     |   |            |                     |            |  |  |            |            |            |  |  |                         |                         |                         |
|  | W5         | Ak Bars Kazań              | 4          |                     |   |            |                     |            |  |  |            |            |            |  |  |                         |                         |                         |
|  |            |                            |            |                     |   |            |                     |            |  |  |            |            |            |  |  |                         |                         |                         |

W decydującym, piątym meczu finału Łokomotiw Jarosław pokonał Traktor Czelabińsk 2:1 po dogrywce, a zwcięskiego gola zdobył Maksim Szałunow (68 min. 01 sek.).

### Statystyki indywidualne
Statystyki zaktualizowane po zakończeniu fazy play-off.
Zawodnicy z pola łącznie
| Gole                            | Gole | Asysty                     | Asysty | Punkty                        | Punkty |
| ------------------------------- | ---- | -------------------------- | ------ | ----------------------------- | ------ |
| Maksim Szabanow (Traktor)       | 10   | Joshua Leivo (Saławat)     | 13     | Sheldon Rempal (Saławat)      | 18     |
| Maksim Bieriozkin (Łokomotiw)   | 9    | Sheldon Rempal (Saławat)   | 13     | Maksim Szabanow (Traktor)     | 17     |
| Aleksandr Chmielewski (Saławat) | 8    | Maksim Szabanow (Traktor)  | 10     | Scott Wilson (Saławat)        | 16     |
| Sheldon Rempal (Saławat)        | 8    | Nikołaj Gołdobin (Spartak) | 9      | Aleksandr Radułow (Łokomotiw) | 14     |
| Jahor Borykau (Mińsk)           | 7    | Mitchell Miller (Ak Bars)  | 9      | Joshua Leivo (Saławat)        | 14     |

Obrońcy
| Gole                         | Gole | Asysty                    | Asysty | Punkty                       | Punkty |
| ---------------------------- | ---- | ------------------------- | ------ | ---------------------------- | ------ |
| Grigorij Dronow (Traktor)    | 5    | Mitchell Miller (Ak Bars) | 9      | Mitchell Miller (Ak Bars)    | 13     |
| Artiom Błażyjewski (Traktor) | 5    | Igor Ożyganow (Dinamo)    | 8      | Grigorij Dronow (Traktor)    | 12     |
| Mitchell Miller (Ak Bars)    | 4    | Grigorij Dronow (Traktor) | 7      | Igor Ożyganow (Dinamo)       | 10     |
| Steven Kampfer (Traktor)     | 4    | Xavier Ouellet (Mińsk)    | 6      | Steven Kampfer (Traktor)     | 10     |
| Jewgienij Kulik (Awangard)   | 3    | Daniił Pylenkow (Dinamo)  | 6      | Artiom Błażyjewski (Traktor) | 10     |

Bramkarze
| Skuteczność interwencji (w %)   | Skuteczność interwencji (w %) | Średnia goli straconych (na mecz) | Średnia goli straconych (na mecz) | Mecze bez straty gola           | Mecze bez straty gola |
| ------------------------------- | ----------------------------- | --------------------------------- | --------------------------------- | ------------------------------- | --------------------- |
| Nikita Sieriebriakow (Awangard) | 94,1                          | Daniił Isajew (Łoko.)             | 1,53                              | Wasilij Diemczenko (Mińsk)      | 2                     |
| Daniił Isajew (Łokomotiw)       | 93,8                          | Nikita Sieriebriakow (Awangard)   | 1,88                              | Daniił Isajew (Łoko.)           | 2                     |
| Władisław Podjapolski (Dinamo)  | 93,5                          | Ilja Nabokow (Mietałłurg)         | 2,13                              | Jewgienij Alikin (Awtomobilist) | 1                     |
| Artiom Zagidulin (Spartak)      | 92,9                          | Władisław Podjapolski (Dinamo)    | 2,15                              | Artiom Zagidulin (Spartak)      | 1                     |
| Wasilij Diemczenko (Mińsk)      | 92,3                          | Timur Bilałow (Ak Bars)           | 2,29                              | Aleksandr Samonow (Saławat)     | 1                     |

Pozostałe
| Klasyfikacja +/-                  | Klasyfikacja +/- | Zwycięskie gole               | Zwycięskie gole | Minuty kar                     | Minuty kar |
| --------------------------------- | ---------------- | ----------------------------- | --------------- | ------------------------------ | ---------- |
| Maksim Szabanow (Traktor)         | +14              | Maksim Szałunow (Łokomotiw)   | 5               | Kiriłł Dołżenkow (CSKA)        | 29         |
| Aleksiej Bieriegłazow (Łokomotiw) | +11              | Scott Wilson (Saławat)        | 3               | Nikita Czeriepanow (Łokomotiw) | 29         |
| Andriej Siergiejew (Łokomotiw)    | +10              | Aleksiej Wasilewski (Saławat) | 3               | Maxime Comtois (Dinamo)        | 26         |
| Gieorgij Iwanow (Łokomotiw)       | +9               | Jewgienij Kulik (Awangard)    | 2               | Artiom Błażyjewski (Traktor)   | 20         |
| Maksim Bieriozkin (Łokomotiw)     | +9               | Jahor Borykau (Mińsk)         | 2               | Trevor Murphy (Sibir)          | 17         |

- Pierwsze miejsce w klasyfikacji średniego czasu gry w meczu wśród obrońców:  Aleksandr Nikiszyn (SKA) – 29,15 min.
- Pierwsze miejsce w klasyfikacji średniego czasu gry w meczu wśród napastników:  Sheldon Rempal (Saławat) – 22:13 min.
- Pierwsze miejsce w klasyfikacji liczby zablokowanych strzałów:  Aleksiej Wasilewski (Saławat) – 56
- Pierwsze miejsce w klasyfikacji wykonanych uderzeń ciałem:  Dmitrij Jaškin (Ak Bars) – 55
- Pierwsze miejsce w klasyfikacji liczby wygranych wznowień:  Gieorgij Iwanow (Łokomotiw) – 227
- Pierwsze miejsce w klasyfikacji liczby przechwyconych krążków od rywala:  Aleksandr Radułow (Łokomotiw) – 17
- Pierwsze miejsce w klasyfikacji liczby przerwanych podań przeciwnika:  Andriej Swietłakow (Traktor) – 22

### Skład triumfatorów
Skład zdobywcy Pucharu Gagarina – drużyny Łokomotiwu Jarosław – w sezonie 2024/2025:
| Sztab trenerski: - Igor Nikitin – główny trener - Dmitrij Juszkiewicz – starszy trener - Anton But – trener - Dmitrij Krasotkin – trener - Raszyt Dawydow – trener bramkarzy - Dmitrij Pirożkow – trener-fizjoterapeua - Wiaczesław Gusow – trener-analityk |  | Bramkarze: - Daniił Isajew - Maksim Majorow - Aleksiej Mielniczuk Obrońcy: - Aleksiej Bieriegłazow - Nikita Czerepanow - Martin Gernát - Aleksandr Jelesin (k) - Bogdan Kisielewicz - Ruszan Rafikow - Andrej Siergiejew - Dmitrij Simaszew - Mark Ulew |  | Napastnicy: - Dienis Aleksiejew - Maksim Bieriozkin - Daniił But - Byron Froese - Gieorgij Iwanow - Artur Kajumow - Nikita Kir´janow - Pawieł Kraskowski - Ilja Nikołajew - Stiepan Nikulin - Richard Pánik - Aleksandr Połunin - Aleksandr Radułow - Jegor Surin - Maksim Szałunow - Daniił Tiesanow |

## Nagrody, trofea i wyróżnienia
- Puchar Otwarcia: Łokomotiw Jarosław
- Puchar Kontynentu: Łokomotiw Jarosław[26][27]
- Nagroda Wsiewołoda Bobrowa (dla najskuteczniejszej drużyny w sezonie): Traktor Czelabińsk (282 gole w 89 meczach – 223 w 68 meczach sezonu regularnego plus 59 goli w 21 spotkaniach fazy play-off)
- Puchar Gagarina: Łokomotiw Jarosław
- W sezonie 2024/2025 triumfatorzy KHL nie otrzymali medali mistrzostwa Rosji, jako że Federacja Hokeja Rosji i władz rozgrywek Wyższej Hokejowej Ligi podpisały umowę, zgodnie z którą ci ostatni otrzymali prawo organizacji mistrzostw Rosji, w związku z czym zwycięzca fazy play-off zostaje mistrzem Rosji i otrzymuje Puchar Mistrza Rosji (owe zastąpiło Puchar Pietrowa)[28].

### Zawodnicy miesiąca i etapów
Od początku historii rozgrywek są przyznawane nagrody indywidualne w czterech kategoriach odnośnie do pozycji zawodników (bramkarz, obrońca, napastnik oraz pierwszoroczniak) za każdy miesiąc, wzgl. etap w fazie play-off.
| Miesiąc          | Bramkarz                                    | Obrońca                                   | Napastnik                                   | Pierwszoroczniak                               |
| ---------------- | ------------------------------------------- | ----------------------------------------- | ------------------------------------------- | ---------------------------------------------- |
| Wrzesień 2024    | Daniił Isajew (Łokomotiw Jarosław)          | Trevor Murphy (Sibir Nowosybirsk)         | Kiriłł Pilipienko (Siewierstal Czerepowiec) | Iwan Diemidow (SKA Sankt Petersburg)           |
| Październik 2024 | Władisław Podjapolski (Łada Togliatti)      | Aleksandr Nikiszyn (SKA Sankt Petersburg) | Siergiej Płotnikow (SKA Sankt Petersburg)   | Jegor Zawragin (HK Soczi / SKA)                |
| Listopad 2024    | Iwan Proswietow (CSKA Moskwa)               | Siergiej Tielegin (Traktor Czelabińsk)    | Marat Chajrullin (SKA Sankt Petersburg)     | Nikita Choruszczew (Nieftiechimik Niżniekamsk) |
| Grudzień 2024    | Wasilij Diemczenko (Admirał / Dynama Mińsk) | Nikita Lamkin (Ak Bars Kazań)             | Danił Ajmurzin (Siewierstal Czerepowiec)    | Iwan Diemidow (SKA Sankt Petersburg)           |
| Styczeń 2025     | Władisław Podjapolski (Dinamo Moskwa)       | Grigorij Dronow (Traktor Czelabińsk)      | Joshua Leivo (Saławat Jułajew Ufa)          | Iwan Diemidow (SKA Sankt Petersburg)           |
| Luty 2025        | Wasilij Diemczenko (Dynama Mińsk)           | Damir Szaripzianow (Awangard Omsk)        | Artiom Galimow (Ak Bars Kazań)              | Matwiej Korotkij (SKA Sankt Petersburg)        |
| Marzec 2025      | Daniił Isajew (Łokomotiw Jarosław)          | Robin Press (Mietałłurg Magnitogorsk)     | Joshua Leivo (Saławat Jułajew Ufa)          | Nikita Chorużew (Nieftiechimik Niżniekamsk)    |
| 1/8 finału       | Nikita Sieriebriakow (Awangard Omsk)        | Grigorij Dronow (Traktor Czelabińsk)      | Sheldon Rempal (Saławat Jułajew Ufa)        | Iwan Diemidow (SKA Sankt Petersburg)           |
| 1/4 finału       | Władisław Podjapolski (Dinamo Moskwa)       | Aleksiej Wasilewski (Saławat Jułajew Ufa) | Aleksandr Radułow (Łokomotiw Jarosław)      | Siemion Wiazowoj (Saławat Jułajew Ufa)         |
| 1/2 finału       | Daniił Isajew (Łokomotiw Jarosław)          | Grigorij Dronow (Traktor Czelabińsk)      | Maksim Szabanow (Traktor Czelabińsk)        | Jegor Surin (Łokomotiw Jarosław)               |
| Finał            | Daniił Isajew (Łokomotiw Jarosław)          | Andrej Siergiejew (Łokomotiw Jarosław)    | Gieorgij Iwanow (Łokomotiw Jarosław)        | Jegor Surin (Łokomotiw Jarosław)               |

### Nagrody indywidualne
Ceremonia Zamknięcia sezonu odbyła się 29 maja 2025 w Barwicha Luxury Village, a podczas uroczystości zostały wręczone nagrody:
- Nagroda dla najskuteczniejszego strzelca sezonu: Joshua Leivo (Saławat Jułajew Ufa) – 49 goli w sezonie zasadniczym.
- Nagroda dla najlepiej punktującego zawodnika (punktacja kanadyjska): Joshua Leivo (Saławat Jułajew Ufa) – w sezonie regularnym uzyskał 80 punktów za 49 goli i 31 asyst.
- Nagroda dla najlepiej punktującego obrońcy (punktacja kanadyjska): Trevor Murphy (SKA Sankt Petersburg) – w sezonie regularnym uzyskał 58 punktów.
- Nagroda dla zawodnika legitymującego się najlepszym współczynnikiem w klasyfikacji „+,-” w sezonie regularnym: Artiom Galimow (Ak Bars Kazań) – uzyskał wynik +31.
- Najlepsza Trójka (dla najskuteczniejszego tercetu napastników w sezonie regularnym): Michaił Ilin, Danił Ajmurzin, Kiriłł Pilipienko (Siewierstal Czerepowiec) – wspólnie zgromadzili 42 gole.
- Złoty Kij – Najbardziej Wartościowy Gracz (MVP) sezonu regularnego: Joshua Leivo (Saławat Jułajew Ufa).
- Mistrz Play-off – Najbardziej Wartościowy Gracz (MVP) fazy play-off: Aleksandr Radułow (Łokomotiw Jarosław).
- Najlepszy Bramkarz Sezonu: Daniił Isajew (Łokomotiw Jarosław).
- Nagroda dla najlepszego pierwszoroczniaka sezonu KHL im. Aleksieja Czeriepanowa: Iwan Diemidow (SKA Sankt Petersburg).
- Złoty Kask (przyznawany sześciu zawodnikom wybranym do składu gwiazd sezonu):
  - Władisław Podjapolski (Łada Togliatti / Dinamo Moskwa) – bramkarz,
  - Aleksandr Nikiszyn (SKA Sankt Petersburg) – obrońca,
  - Damir Szaripzianow (Awangard Omsk) – obrońca,
  - Joshua Leivo (Saławat Jułajew Ufa) – napastnik,
  - Aleksandr Radułow (Łokomotiw Jarosław) – napastnik,
  - Maksim Szabanow (Traktor Czelabińsk) – napastnik.
- Nagroda Żelazny Człowiek: Aleksandr Połunin (Łokomotiw Jarosław) – 250 spotkań rozegranych w trzech ostatnich sezonach.
- Nagroda za Wierność Hokejowi: Ilja Kabłukow (Awangard Omsk).
- Nagroda dla Najlepszego Trenera Sezonu: Igor Nikitin (Łokomotiw Jarosław).
- Nagroda Walentina Sycza (przyznawana prezesowi, który w sezonie kierował najlepiej klubem): Iwan Safin (prezydent klubu Traktor Czelabińsk).
- Nagroda Andrieja Starowojtowa (Złoty Gwizdek) dla najlepszego sędziego głównego sezonu: Dienis Naumow.
- Nagroda Michaiła Galinowskiego (Złoty Gwizdek) dla najlepszego sędziego liniowego sezonu: Dmitrij Szyszło.